# Caille
Caille – miejscowość i gmina we Francji, w regionie Prowansja-Alpy-Lazurowe Wybrzeże, w departamencie Alpy Nadmorskie.
Według danych na rok 1990 gminę zamieszkiwało 176 osób, a gęstość zaludnienia wynosiła 10 osób/km² (wśród 963 gmin regionu Prowansja-Alpy-W. Lazurowe Caille plasuje się na 632. miejscu pod względem liczby ludności, natomiast pod względem powierzchni na miejscu 545.).